# مترو نانجينغ
مترو نانجينغ (بالصينية المبسطة: 南京地铁)، (بالإنجليزية: Nanjing Metro)‏ هو نظام نقل سريع يخدم مدينة نانجينغ، عاصمة مقاطعة جيانغسو في جمهورية الصين الشعبية. تم افتتاح المترو في 3 سبتمبر 2005  وهو خامس أكبر شبكة مترو في البلاد.